# Boeddhistische vlag
De boeddhistische vlag is de officiële vlag van het boeddhisme het werd ontworpen in de late 19e eeuw en werd als eerst gebruikt in Sri Lanka.

## Ontwerp
De vlag heeft in totaal 5 kleuren, met vijf verticale lijnen en aan de rechterkant 5 horizontale lijnen. De kleuren vertegenwoordigen de aura die voortkwam uit het lichaam van Gautama Boeddha toen hij zijn verlichting bereikte onder de Bodhiboom.

## Betekenis
De betekenissen van de kleuren zijn:
- Blauw symboliseert de geest van universele mededogen voor alle wezens.
- Geel symboliseert de middenweg die alle uitersten vermijdt en evenwicht en bevrijding brengt.
- Rood symboliseert de zegeningen die de oefening van de Boeddha met zich meebrengt.
- Wit symboliseert de zuiverheid van de oefeningen van de Boeddha en de bevrijding die het met zich meebrengt.
- Oranje symboliseert de wijsheid van de Boeddha.